# Lew Sapieha (zm. 1610)
Lew Michajłowicz Sapieha (ur. ? – zm. pomiędzy 20 sierpnia a 20 września 1610), wojski witebski, sędzia ziemski grodzieński.
Był prawnukiem Bohdana, wnukiem Janusza, synem Michała, bratem Mikołaja.
W 1581 wyznaczono go na poborcę podatku w województwie witebskim. W 1584 roku otrzymał urząd wojskiego witebskiego, a w 1590 roku sędziego ziemskiego w Grodnie. W 1598 roku był deputatem na Trybunał Główny Wielkiego Księstwa Litewskiego z powiatu orszańskiego.
Przeszedł z prawosławia na kalwinizm.
Zmarł pomiędzy 20 sierpnia a 20 września 1610.